# Ricardo Maliandi
Ricardo Guillermo Maliandi (La Plata, 10 de enero de 1930 - Mar del Plata, 12 de febrero de 2015) fue un veterinario escritor y filósofo argentino, especialista en ética. Fue profesor en varias universidades argentinas e investigador de CONICET. Doctorado en Filosofía por la Universidad de Maguncia, Alemania. Obtuvo el Premio Konex en 1986 por su labor en la especialidad "ética" y en 2012 el Premio Nacional en la categoría "Ensayo filosófico" por sus trabajos sobre ética convergente.
Era además presidente de la Asociación Argentina de Investigaciones Éticas, miembro titular de la Academia Nacional de Ciencias de Buenos Aires y miembro honorario de la Asociación Argentina de Bioética. Sus investigaciones comenzaron en torno a la axiología y particularmente a la obra de Nicolai Hartmann, de quien tradujo varios escritos. Posteriormente se acercó a la ética del discurso y entabló amistad con uno de sus fundadores, Karl-Otto Apel. Durante los últimos años trabajó en una propuesta original que él denominaba "ética convergente". [cita requerida]

## Escritos filosóficos
- (2013) Ética Convergente.Tomo III: "Teoría y Práctica de la Convergencia". Buenos Aires: Ed. Las Cuarenta. ISBN: 978-987-1501-56-4
- (2012) Ética y conflicto. "Un diálogo filosófico sobre la ética convergente". Con Alberto Damiani y Guillermo Lariguet, Remedios de Escalada, Ediciones de la UNLa. ISBN 978-987-1326-80-8
- (2011) Ética convergente. Tomo II: "Aporética de la conflictividad". Buenos Aires: Ed. Las Cuarenta. ISBN 978-987-1501-36-6
- (2010) Ética convergente. Tomo I: "Fenomenología de la conflictividad". Buenos Aires: Ed. Las Cuarenta. ISBN 978-987-1501-13-7
- (2010) Discurso y convergencia. "La ética discursiva de Karl-Otto Apel y el laberinto de los conflictos". Buenos Aires: Ed. Oinos (edición auspiciada por la Facultad de Filosofía y Letras de la Universidad Autónoma de Nuevo León, México). ISBN 978-987-24649-1-2
- (2010) (Compilador junto con S. M. Muiños[3]): Nicolai Hartmann. "Recuperación de un pensamiento decisivo". Remedios de Escalada: EDUNLA. ISBN 978-987-1740-04-8
- (2010) (Compilador) Jornadas Nacionales de Ética 2009: Conflictividad, dos tomos, Buenos Aires, UCES. ISBN 978-987-98351-7-3
- (2009) Valores blasfemos. "Diálogos con Heidegger y Gadamer". Buenos Aires: Las Cuarenta.  ISBN 978-987-1501-10-6 Con Graciela Fernández
- (2008) Teoría y praxis de los principios bioéticos con Oscar Thüer. Escalada: UNLa.
- (2006) Ética, dilemas y convergencias. Buenos Aires: Biblos.
- (1998) La ética cuestionada. Buenos Aires: Almagesto.
- (1997) Volver a la razón. Buenos Aires: Biblos.
- (1993) Dejar la posmodernidad. Buenos Aires: Almagesto.
- (1991) Ética: conceptos y problemas. Buenos Aires: Biblos (4ª reedición, 2004).
- (1991) Transformación y síntesis. Buenos Aires: Almagesto.
- (1984) Cultura y conflicto. Buenos Aires: Biblos.
- (1967) Hartmann. Buenos Aires: Centro Editor de América Latina.
- (1966) Wertobjektivität und Realitätserfahrung. Bonn: Bouvier.

## Otros escritos
- (2001) La nariz de Cleopatra, Buenos Aires: Leviatán.
- (2003) 16 jueces y 1 ahorcado, Mar del Plata: Ed. Suárez.
- (1981) La novela dentro de la novela.
- (1972) Naufragio de la piel.

## Sobre él
Cristina Ambrosini (Compiladora) Ética. Convergencias y divergencias. Homenaje a Ricardo Maliandi, Remedios de Escalada, Ediciones de la UNLa, 2009, 443 pp., ISBN 978-987-1326-38-9
Michelini, Dorando; José San Martín y Jutta Wester (editores) Ética, discurso, conflictividad. Homenaje a Ricardo Maliandi, Universidad Nacional de Río Cuarto, Argentina, 1995, ISBN 950-665-019 